# Ad van Kempen
Ad van Kempen, né le 12 juillet 1944 à Tilbourg, est un acteur néerlandais.

## Filmographie

### Partielles
- 1975 : The Last Train de Erik van Zuylen[2]
- 1994 : 06 de Theo van Gogh[3]
- 1997 : Le passager clandestin de Ben van Lieshout : Capitaine
- 2000 : Jacky de Fow Pyng Hu et Brat Ljatifi[4]
- 2006 : N Beetje Verliefdde Martin Koolhoven[5]
- 2007 : Ernst, Bobbie, en de geslepen Onix de Pieter Walther Boer[6]
- 2008 : Winter in Wartime de Martin Koolhoven : Schafter[7]
- 2012 : Manslaughter de Pieter Kuijpers : Ger Hendriksen[8]
- 2010 : New Kids Turbo de  Steffen Haars et Flip van der Kuil[9]
- 2014 : In jouw naam de Marco van Geffen et Jean-Claude Van Rijckeghem : Père de Ton[10]
- 2014 : Secrets of War de Dennis Bots : Mr. Witteman[11]
- 2016 : The Boy By the Sea de Vasily Chuprina[12]
- 2016 : Riphagen de Pieter Kuijpers : Meneer de Wit[13]
- 2016 : Brimstone de  Martin Koolhoven[14]
- 2017 : Something About Alex de Reinout Hellenthal[15]
- 2017 : Sjaaks Wife Died, So He Needs to Say Something de Eva M.C. Zanen[16]
- 2017 : Ron Goossens, Low Budget Stuntman de  Steffen Haars et Flip van der Kuil[17]